# Mispila notaticeps
Mispila notaticeps là một loài bọ cánh cứng trong họ Cerambycidae.